# Gazeta Lokalna Kutna i Regionu
Gazeta Lokalna Kutna i Regionu – tygodnik wydawany przez Agencję Prasowo-Reklamową iMEDIA, członek Stowarzyszenia Gazet Lokalnych. Ukazuje się na terenie powiatu kutnowskiego, powiatu łęczyckiego oraz powiatu gostynińskiego w każdy czwartek w objętości 24 stron. Porusza najważniejsze tematy społeczne, polityczne i kulturalne. Do podstawowego grzbietu gazety dołączany jest 8-stronicowy dodatek ogłoszeniowy „Lokalna Okazja!” i program telewizyjny.